# 正隆
正隆（せいりゅう）は、金の海陵王の治世で用いられた元号。1156年 - 1161年。
- 元年2月1日：即日改元。
- 6年10月8日：世宗の即位により「大定」に即日改元。

## 西暦・干支との対照表
| 正隆 | 元年   | 2年    | 3年    | 4年    | 5年    | 6年    |
| 西暦 | 1156年 | 1157年 | 1158年 | 1159年 | 1160年 | 1161年 |
| 干支 | 丙子   | 丁丑   | 戊寅   | 己卯   | 庚辰   | 辛巳   |